# ۶۱۱ (میلادی)
۶۱۱ (میلادی) ششصد  و یازدهمین سال تقویم میلادی است.

## درگذشتگان
‎